# Прециози, Джованни
Джованни Прециози (итал. Giovanni Preziosi; 24 октября 1881 года, Торелла-деи-Ломбарди — 26 апреля 1945 года, Милан) — итальянский фашистский политик, известный своим антисемитизмом.

## Ранняя карьера
Родившийся в семье среднего класса, Прециози получил католическое образование и служил священником. В 1911 году он сложил с себя сан, но до конца жизни оставался приверженцем консервативного католицизма. Затем он начал карьеру в журналистике, основав журнал для эмигрантов Vita Italiana all'estero. Затем последовала его работа в журнале La Vita Italiana, известным своим антисемитизмом, в преддверии Первой мировой войны. Вскоре он был вовлечён в политику на стороне крайне правых, в итоге присоединившись к фашистам Муссолини. В конце октября 1922 года Прециози принимал участие в марше на Рим, приведшему Муссолини и его партию ко власти в Италии.

## Антисемитизм
Антисемитизм Прециози оформился в годы Первой мировой войны, когда он обвинял евреев в настигших страну бедах. Он утверждал, что евреи неспособны быть полностью итальянцами, и подозревал их в "двойной лояльности". По его мнению в их среде наблюдался рост сионизма и существовали заговоры между евреями, коммунистами, масонами, капиталистами и демократами. Во многом его позиция основывалась на материалах из газеты La Libre Parole, основанной Эдуардом Дрюмоном, и газеты Дирборн индепендент, принадлежавшей Генри Форду В 1921 году Прециози стал первым, кто перевёл Протоколы сионских мудрецов на итальянский язык.
Первоначально, несмотря на приверженность к жёсткой линии фашизма, Прециози осудил нацизм как явление, толкающее Европу к коммунизму. Более того, в ранние годы он демонстрировал явную германофобию, даже выпустив в 1916 году книгу под названием Germania alla Conquista dell'Italia в 1916 году. Однако с 1933 года он изменил свою позицию по отношению к Германии, став активным сторонником тесного сотрудничества с антисемитской нацистской Германией. Периодически Прециози даже критиковал итальянский фашизм за отсутствие в нём акцента на антисемитизме.

## Поздняя карьера
Следствием растущего авторитета Прециози стало его назначение министром государства в 1942 году. После образования марионеточного государства Итальянская социальная республика Прециози был первоначально отправлен в Германию, где он должен был служить советником «по итальянским делам» при Адольфе Гитлере. В то же время в Германии он вёл передачу на радио Мюнхен, которая транслировалась в Италии и использовалась в качестве платформы для атаки на Гвидо Буффарини-Гвиди, Алессандро Паволини и подобных им как "любителей евреев". 
В марте 1944 года Прециози вернулся в Италию и был назначен Муссолини генеральным инспектором по демографии и расе (итал. Ispettore generale per la demografia e la razza). В этой роли он разрабатывал систему, основанную на Нюрнбергских расовых законах. В это же время вместе с Роберто Фариначчи он стал близким соратником Юлиуса Эволы. Деятельность Прециози временами раздражала Муссолини, испытывающего давнюю личную ненависть к этому, по его словам, «бывшему священнику». Но усилия Прециози по-прежнему обеспечивали участие марионеточного итальянского государства в политике Холокоста. 
После окончания войны Прециози, чтобы не быть схваченным и казнённым партизанами (как Муссолини, Паволини, Фариначчи и многие другие лидеры Итальянской социальной республики), покончил жизнь самоубийством, выпрыгнув из окна.

## Работы
- Il problema dell'Italia d'oggi, Milano-Palermo, Sandron, 1907.
- La tutela dell'emigrazione e la Riforma degl'Istituti di protettorato negli Stati Uniti del Nord, Roma, Unione Cooperativa Editrice, 1908.
- L'emigrazione, Avellino, Tipo-litografia Pergola, 1909.
- Gli Italiani negli Stati Uniti del Nord, Milano, Libreria Editrice Milanese, 1909.
- Riforma della Legge sugli infortuni invocata negli Stati Uniti dall'"Ufficio italiano del lavoro", Roma, Unione Cooperativa Editrice, 1909.
- La Dante Alighieri e l'emigrazione italiana negli Stati Uniti, Roma, Libreria editrice romana, 1911.
- L'inchiesta sul mezzogiorno e l'emigrazione negli Stati Uniti, Roma, Unione Ed., 1911.
- La disoccupazione. Appunti sui metodi per la rilevazione statistica, Milano-Palermo, Sandron, 1912.
- La Banca commerciale e la penetrazione tedesca in Francia e in Inghilterra, Roma, Tip. Italia, 1915.
- La Germania alla conquista dell'Italia, Firenze, Libreria della Voce, 1915; 1916.
- Cooperativismo rosso piovra dello stato, Bari, Laterza, 1922.
- Uno Stato nello Stato. La Cooperativa Garibaldi della gente di mare, Firenze, Valecchi, 1922.
- Introduzione e Appendice a Sergeij Aleksandrovich Nilus, L'internazionale ebraica. I protocolli dei savi anziani di Sion, Roma, La vita italiana, 1938.
- Come il giudaismo ha preparato la guerra, Roma, Tumminelli, 1940.
- Giudaismo, bolscevismo, plutocrazia, massoneria, Milano, Mondadori, 1941; 1943.
- Il Giudaismo ha voluto questa guerra, in AA. VV., Gli ebrei hanno voluto la guerra, Roma, s.n., 1942.